# Міжнародні відносини (журнал)
Міжнародні відносини — рецензований науковий журнал міжнародних відносин . З моменту заснування в 1922 році журнал базувався в Хатхем Хаусі, Королівському інституті міжнародних справ. З фактором впливу на 3.748 і рангування пятого в світі в 2018 році ISI Journal Citation Reports, це високоцінуюча публікація в науковому співтоваристві для його поєднання академічної суворості і політики доречності. Він публікується шість разів на рік у друкованому вигляді та в Інтернеті від преси Оксфордського Університету від імені Chatham House. За свою багатовікову історію міжнародні справи показали роботу деяких провідних діячів світової політики та наукових шкіл; від Махатми Ганді та Че Гевари до Джозефа С. Най і Сьюзен Стрейндж

## Історія

### 1922-45
Після першої світової війни в 1920 році був створений Британський (згодом Королівський) Інститут міжнародних справ. Він базувався в будинку Хетхем Хаус в Лондоні. Через два роки вийшов перший номер її журналу. Редактор-засновник Джеффрі Малькольм Гатхорн-Харді в першій редакції написав, що «журнал буде, можна сподіватися, що … стане джерелом інформації та керівництвом для судження у міжнародних справах».

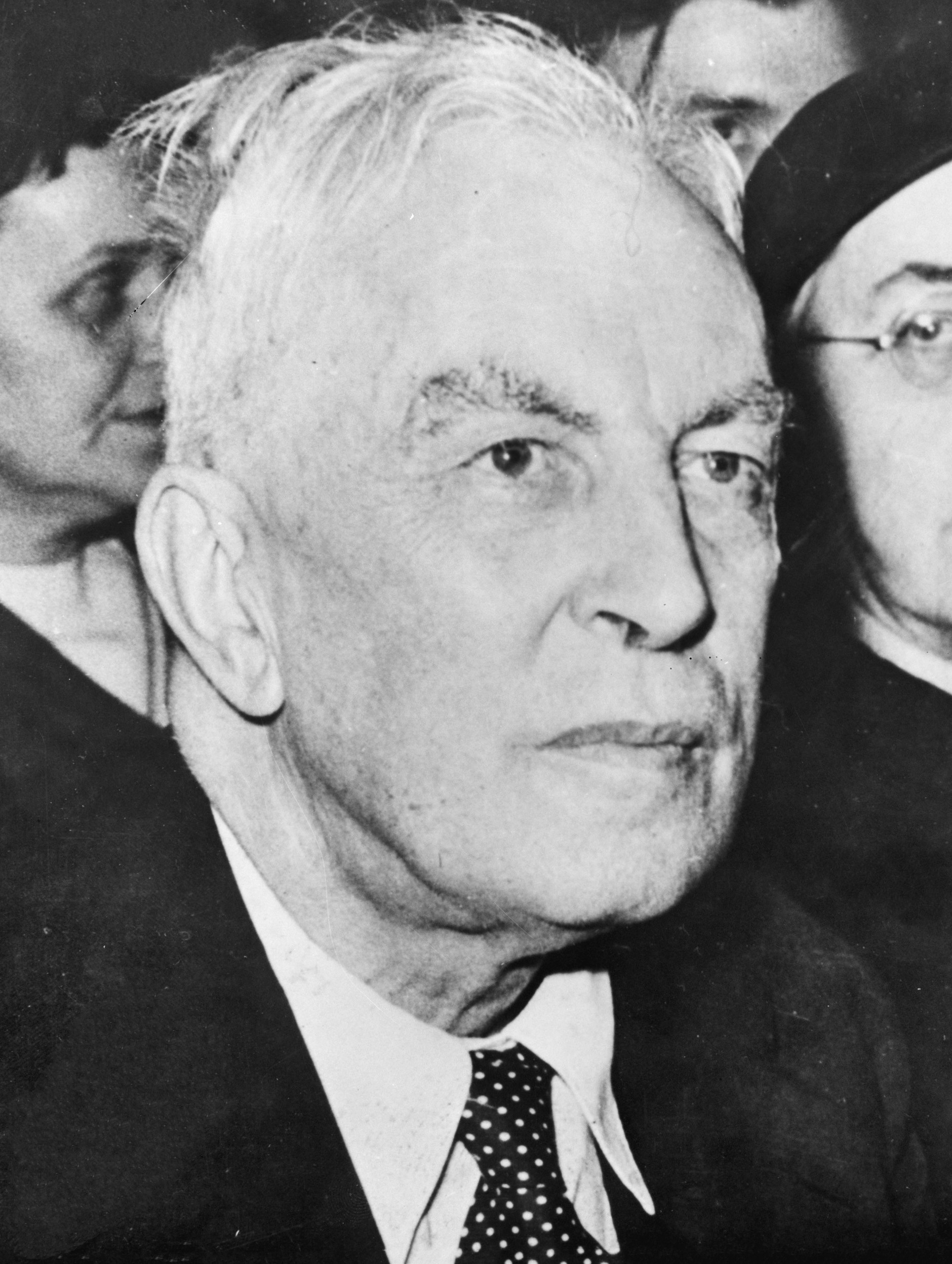
Історик Арнольд Дж. Тойнбі був постійним автором у перші роки міжнародних справ

Протягом більшої частини свого раннього життя журнал складався з транскрипцій основних звернень і виступів, виголошених у Чатем Хауз.
У 1931 році журнал було перейменовано на International Affairs (Міжнародні Відносини) . Протягом цього десятиліття було представлено ряд високо оцінених авторів, зокрема Махатма Ганді, який відвідав будинок Чатем у 1931 році, щоб виступити з промовою під назвою «Майбутнє Індії». Історик Арнольд Дж. Тойнбі також кілька разів з'являвся в журналі. Початок Другої світової війни в 1939 році журнал призупинили «до подальшого повідомлення». Діяльність не повністю припинилася під час війни, однак, як вичерпне доповнення до огляду книг, яке часто складається з 60 і більше оглядів, публікувалось три рази на рік протягом чотирьох років. У сукупності ці доповнення склали 19-й том Міжнародних Справ, коли публікація відновилася в 1944 р.

### 1945—1970
Після Другої світової війни Міжнародні Справи позиціювалися як авторитет з основних політичних питань того часу. Протягом 1950-х років багато статей були присвячені розвитку міжнародних інституцій, а також аналізу радянської зовнішньої політики та тривалої холодної війни . Журнал також підтримував свій глобальний обсяг, висвітлюючи сейсмічні події періоду для африканського континенту. Коли хвиля боротьби за незалежність набирала обертів, статті у спеціальному випуску про Африку були введені та опубліковані у жовтні 1960 року. Президент Танзанії Джуліус Ньєрере, а також глави держав Тунісу та Малі були опубліковані в журналі за цей період. Продовжуючи переказувати основні виступи, викладені в Хатхем Хаусі, у 1964 році журнал опублікував статтю Ернесто Че Гевара про економічну трансформацію Куби під Фіделем Кастро . Вітчизняні політичні діячі також вирізали язики в «Міжнародних Справах», зокрема Вінс Кейбл .

### 1970—1991
До 1970-х років міжнародні справи перейшли від того, що вона виступала виключно як запис виступів Чатем Хауса, а також до публікації науково-дослідних статей високого калібру, для яких журнал здобув все більшу популярність. Твори, подібні до Хедлі Булл, Джозефа Най та Сьюзан Стрейндж, були прикладом цього нового підходу, включаючи впливову статтю Стренджа «Міжнародна економіка та міжнародні відносини: випадок взаємної знехтування». Справді, Стрендж був багаторічним постійним автором журналу завдяки її зв'язкам із Чатем Хаусом — публікував 81 статтю та рецензії на книги між 1950 та 1996 роками. Протягом 1980-х років ця нова репутація академічних досліджень поєднувалася з акцентом на поточних справах.

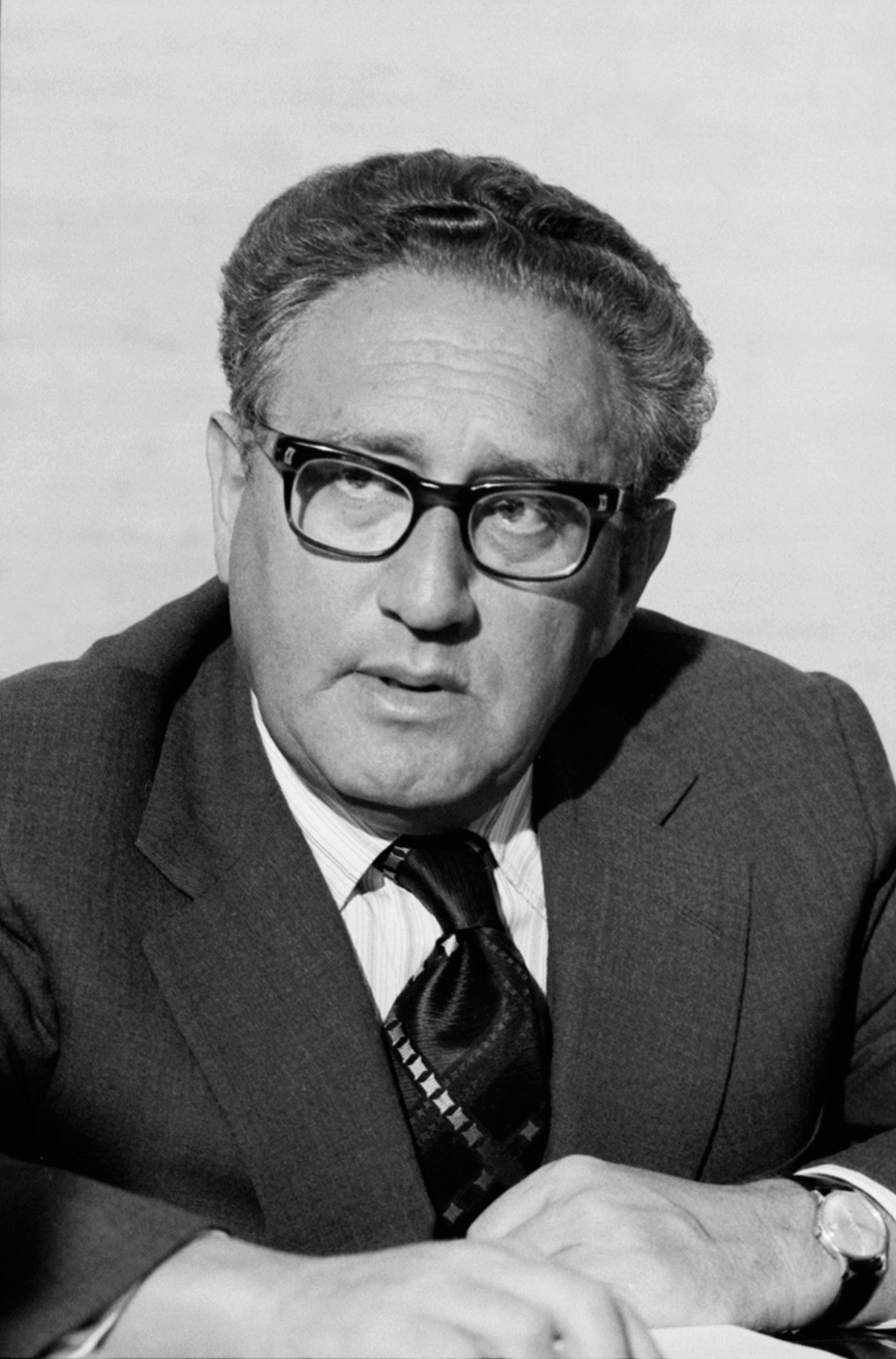
Колишній державний секретар США Генрі Кіссінджер написав статтю в 1982 році.

Статті про Афганістан, Іран та Фолклендську війну з'явились поряд із більш теоретичними вкладами у сферу міжнародних відносин . Міжнародна безпека, ядерна зброя та тривала нестабільність на Близькому Сході були повторюваними темами. У 1982 році в журналі з'явився виступ колишнього Державного секретаря США Генрі Кіссінджера «Чатем Хаус» під назвою «Роздуми про партнерство: ставлення Великої Британії та Америки до повоєнної зовнішньої політики».

### 1991-теперішній час
Падіння Радянського Союзу створило новий геополітичний ландшафт, і в 1991 році Міжнародні справи опублікували свою першу статтю в довгій лінійці прагнення зрозуміти нову реальність: Роль майбутнього президента Естонії Леннарта Мері в ролі Естонії в новій Європі. У 1995 році було відзначено 75-ту річницю Хатхем Хауса спеціальною темою, в якій розміщені роздуми сера Майкла Говарда, Фреда Холлідей, Пола Кругмана, Малкольма Бредбері та інших. 75-річчя самого журналу відзначали у 1999 році.
Нове тисячоліття принесло нові виклики, не в останню чергу після терактів 11 вересня на США. Відповідь журналу на цю трагедію оформилася у квітні 2002 року спеціальним номером під назвою «Нові замовлення, нові норми» який включав головну статтю Джозефа Най. Шляхом введення в дію спеціальних спеціальних питань, міжнародні відносини урізноманітнили своє висвітлення дисциплін для відображення змін часу; включаючи такі теми, як біорізноманіття, глобальні кризи в галузі охорони здоров'я, такі як ВІЛ / СНІД та ебола, а також відносини Великої Британії та ЄС.
85-й том міжнародних справ був опублікований у 2009 році. Того року в першому випуску була стаття давньої редакції Каролайн Сопер про історію журналу, а також колишній радник з національної безпеки США Збігнев Бжезінський, який сподівався на основні виклики новоствореного президента Обами . 2014 році відбулося відзначення 90-го видання журналу, а також 100-річчя початку Першої світової війни. Спеціальні випуски, що відзначали обидва, були опубліковані відповідно в січні та березні. Останнє супроводжувалося низкою подій, включаючи виставку фотографії на полі бою та рецитал Ivor Gurney «До його кохання» в сусідній церкві Сент-Джеймса в Пікаділлі .
У 2015 році відбувся перехід до нинішньої редакційної команди, що збіглося з кроком до розширення географічного висвітлення журналу та його авторів. Останніми роками це було здійснено спеціальними випусками щодо Китаю та Індії, за участю авторів із цих країн поряд із західними учасниками. Більший акцент робився також на просвітницькій роботі в Інтернеті, коли журнал розробляє соціальні медіа та присутність у блогах, щоб допомогти донести їхній вміст до нових читачів. Ця підвищена доступність була підтримана прийняттям політики відкритого доступу за моделлю «Золото».

## Список редакторів
Починаючи з 1922 р., 14 редакторів опублікували 93 томи міжнародних справ, що складають 429 видань. Нижче наведено короткий опис повноважень відповідних редакторів.
| Редактор            | Стажування              |
| ------------------- | ----------------------- |
| Г. М. Гатхорн-Харді | 1922-1931 роки          |
| Маргарет Клів       | 1932-1957               |
| Мюріель Гріндрод    | 1957-1963               |
| Н. П. Макдональд    | 1963-1971               |
| Томас Барман        | 1971 (січень — квітень) |
| Венді Хінде         | 1971-1979               |
| Роберт Джексон      | 1980 рік                |
| Девід Стівен        | 1981-1983               |
| Джон Ропер          | 1984-1989               |
| Люсі Сетон-Уотсон   | 1989-1992               |
| JE Spence           | 1992-1996               |
| Каролайн Сопер      | 1996-2014               |
| Ендрю Дорман        | 2015 — сьогодення       |

## Огляди книг
Міжнародні відносини добре відомі серед науковців своїм розгорнутим розділом оглядів книг. Кожне видання включає 30 або більше оглядів з різних дисциплін, включаючи наступне:
- Теорія міжнародних відносин
- Міжнародна історія
- Управління, закон та етика
- Конфлікт, безпека та оборона
- Політична економія, економіка та розвиток
- Енергетика, навколишнє середовище та глобальне здоров'я
- Європа
- Росія та Євразія
- Близький Схід та Північна Африка
- Африка на південь від Сахари
- Південна Азія
- Східна Азія та Тихий океан
- Північна Америка
- Латинська Америка та Кариби

## Віртуальні випуски
Останніми роками редактори міжнародних зв'язків підготували серію «Віртуальних питань» лише в Інтернеті, в якій збірка статей з архіву демонструє залучення журналу до конкретних критичних тем. Усі віртуальні випуски надаються вільним доступом до Oxford University Press та супроводжуються знайомствами відомих спеціалістів із зазначених дисциплін. Поточні віртуальні випуски включають:
- Одисея Індії через міжнародні відносини
- Оборонна політика Великої Британії
- Фолкленди
- Світовий розвиток та світовий уряд у галузі «Міжнародних справ»

## Премія за ранню кар'єру
У 2017 році міжнародні справи започаткували свою премію за ранню кар'єру, спрямовану на відзначення роботи авторів журналу, які мають менше семи років академічного досвіду. Премія присуджується щороку автору (або авторам, якщо стаття з кількома авторами), статтю з міжнародних справ якої вважає комітет, що складається з членів редакції журналу, які відповідають таким критеріям:
- Видатна стаття, яка демонструє інноваційне мислення з проблеми міжнародних справ / досліджень
- Пропонує цінний внесок у поле / літературу
- Демонструє чудові методи дослідження, аналітичні здібності та чітке викладення аргументів
- Добре написаний доступним стилем
- В цілому найкраща стаття автора ранньої кар'єри у вказаному календарному році, спостерігаючи за науковою роботою з міжнародних справ, є науково суворим та актуальним для політики журналом.

Вступний приз за найкращу статтю, опубліковану в томі 93 (2017), буде присуджений на Конвенції Міжнародної асоціації досліджень у 2018 році в Сан-Франциско .

## Блог з міжнародних питань
У 2016 році Міжнародні відносини запустили блог на платформі соціального видавництва Medium . Він був розроблений для того, щоб донести ключові відомості з журналу до ширшої аудиторії та підвищити профіль науково-дослідницької роботи. У 2017 році в блозі також було представлено низку посад професійного розвитку, спрямованих на дослідників ранньої кар'єри, які надавали поради щодо створення та просування досліджень, що стосуються політики.

## Підтвердження
Фред Халлідей — "В глибині аналізу, настільки ж, як і в діапазоні обговорень його політики, не існує жодного журналу, який би відповідав міжнародним питанням ".
Fionnuala Ní Aoláin — "Як феміністський та критичний науковець, я виявив, що моя точка зору цінується та підтримується в процесі редагування та публікації. Колектив редакції зробив велику роботу з просування реклами та розповсюдження журналу. Багато інших науковців та розробників політики читають мою роботу, оскільки вона була опублікована з Міжнародними справами ".
TV Paul — «Журнал, який постійно надає чудові статті на ключові теми світових справ».
Томас Г. Вайс — " Міжнародні відносини постійно надають переконливі погляди з історії та політики. Не існує більш читаного чи відповідного журналу для науковців та аналітиків. "
Честер А. Крокер, "Викладаючи у провідній, професійно орієнтованій американській школі ІР, я призначаю різні статті журналів. Я найчастіше використовую міжнародні відносини ".

## Абстрагування та індексація
Журнал рефератується та індексується у: 
- Academic Search
- Arts & Humanities Citation Index
- British Humanities Index
- CSA Biological Sciences Database
- CSA Environmental Sciences & Pollution Management Database
- Current Contents/Social & Behavioral Sciences
- Ecology Abstracts
- Excerpta Indonesica
- GeoRef
- International Bibliographies of Periodical Literature
- International Bibliography of the Social Sciences
- InfoTrac
- International Political Science Abstracts
- Public Affairs Information Service
- ProQuest databases
- Scopus
- Social Sciences Citation Index
- Worldwide Political Sciences Abstracts

 За даними журналу «Citation Reports», показник впливу 2015 року становив 1,532, що займає 18 місце з 86 журналів у категорії «Міжнародні відносини».